# The Little Things (película)
The Little Things es una película de suspense policial neo-noir de 2021 escrita y dirigida por John Lee Hancock y producida por Hancock y Mark Johnson. Ambientada a principios de la década de 1990 en Los Ángeles, la película sigue a dos detectives (Denzel Washington y Rami Malek) que investigan una serie de asesinatos, que los llevan a un extraño solitario que puede ser el culpable (Jared Leto). La película también es protagonizada por Chris Bauer, Michael Hyatt, Terry Kinney y Natalie Morales.
The Little Things fue estrenada en los Estados Unidos el 29 de enero de 2021 por Warner Bros., tanto en cines como, durante un mes, simultáneamente en el servicio de transmisión HBO Max. La película recibió críticas mixtas de los críticos, que elogiaron las actuaciones, la dirección y la atmósfera, pero señalaron que la película era familiar y criticaron el guion, y algunos la compararon desfavorablemente con la película Seven de 1995. Por su actuación, Leto recibió nominaciones a Mejor Actor de Reparto en los Globo de Oro y los Premios del Sindicato de Actores.

## Reparto
- Denzel Washington como Joe "Deke" Deacon
- Rami Malek como Detective Jim Baxter
- Jared Leto como Albert Sparma
- Chris Bauer como Detective Sal Rizoli
- Michael Hyatt como Flo Dunigan
- Terry Kinney como Capitán Carl Farris
- Natalie Morales como Det. Jamie Estrada
- Isabel Arraiza como Ana Baxter
- Joris Jarsky como Detective Sergeant Rogers
- Glenn Morshower como Capitán Henry Davis
- Sofia Vassilieva como Tina Salvatore
- Jason James Richter como Detective Williams
- John Harlan Kim como Oficial Henderson
- Frederick Koehler como Stan Peters
- Judith Scott como Marsha
- Maya Kazan como Rhonda Rathbun
- Tiffany Gonzalez como Julie Brock
- Anna McKitrick como Mary Roberts
- Sheila Houlahan como Paige Callahan
- Olivia Washington como Amy Anders
- Ebony N. Mayo como Tamara Ewing
- Lee Garlington como Landlady
- Charlie Saxton como Felix

## Producción

### Desarrollo
El primer borrador fue escrito por Hancock en 1993 para que Steven Spielberg lo dirigiera, pero Spielberg lo rechazó porque sintió que la historia era demasiado oscura. Clint Eastwood, Warren Beatty y Danny DeVito se unieron por separado para dirigir antes de que Hancock decidiera dirigir su propio guion. Hancock dijo que el actor Brandon Lee, quien murió ese año, quería un papel en la película después de leer el guion.

### Reparto
En marzo de 2019, Denzel Washington firmó para protagonizar la película. En mayo, Rami Malek se unió al elenco. En agosto, Jared Leto inició conversaciones para interpretar el papel del presunto asesino en serie, Albert Sparma. Natalie Morales, Joris Jarsk, Sheila Houlahan y Sofia Vassilieva fueron elegidos en septiembre, con Michael Hyatt, Kerry O'Malley, Jason James Richter, Isabel Arraiza y John Harlan Kim uniéndose al reparto de la película en octubre. En noviembre, también se agregó Chris Bauer.

### Rodaje
El rodaje comenzó el 2 de septiembre de 2019 en Los Ángeles, California,y finalizó en diciembre del mismo año.

### Música
La banda sonora de la película fue compuesta por Thomas Newman.

## Estreno
La película fue estrenada en cines en los Estados Unidos el 29 de enero de 2021 por Warner Bros., y también simultáneamente en la plataforma HBO Max durante 31 días, como parte del plan de Warner Bros. para todas sus películas de 2021. Fue la película más vista en la plataforma en su primer fin de semana, y Samba TV informó que 1,4 millones de hogares sintonizaron igualmente la película durante su primer fin de semana.Asimismo, se ofreció en Premium VOD el 19 de marzo de 2021.

### Edición nacional
The Little Things fue editada por Warner Bros. Home Entertainment, en digital, el 20 de abril de 2021, y en Blu-ray y DVD el 4 de mayo del mismo año en los Estados Unidos.

## Recepción
The Little Things recibió reseñas generalmente mixtas de parte de la crítica y la audiencia. En el sitio web especializado Rotten Tomatoes, la película posee una aprobación de 44%, basada en 264 reseñas, con una calificación de 5.4/10, y con un consenso crítico que dice: "Un thriller de retroceso excepcionalmente bien proyectado, The Little Things se sentirá profundamente familiar para los fanáticos del género, para bien o para mal." De parte de la audiencia tiene una aprobación de 50%, basada en más de 2500 votos, con una calificación de 3.2/5.
El sitio web Metacritic le dio a la película una puntuación de 54 de 100, basada en 48 reseñas, indicando "reseñas mixtas o promedio". Las audiencias encuestadas por CinemaScore le otorgaron a la película una "B-" en una escala de A+ a F, mientras que en el sitio IMDb los usuarios le asignaron una calificación de 6.3/10, sobre la base de 103 407 votos. En la página web FilmAffinity la cinta tiene una calificación de 5.7/10, basada en 7032 votos.